# 1211 Bressole
Az 1211 Bressole (ideiglenes jelöléssel 1931 XA) a Naprendszer kisbolygóövében található aszteroida. Louis Boyer fedezte fel 1931. december 2-án, Algírban.